# Piotr Choynowski

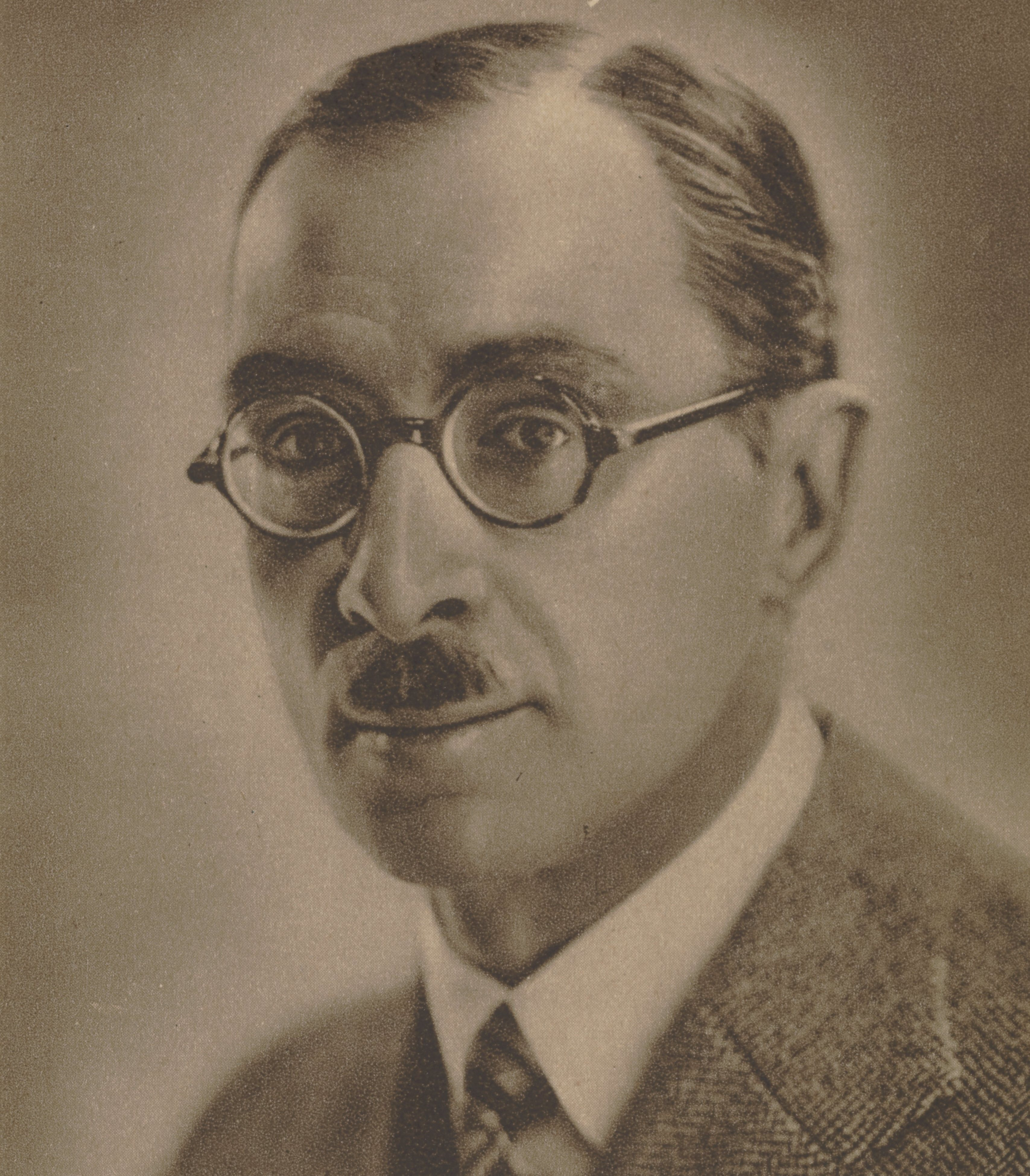
Piotr Choynowski

Piotr Choynowski (sinh ngày 27 tháng 8 năm 1885 tại Warsaw – mất ngày 25 tháng 11 năm 1935 tại Otwock) là một nhà văn, tiểu thuyết gia và dịch giả người Ba Lan. Năm 1933, ông gia nhập Viện Hàn lâm Văn học Ba Lan danh giá.
Ban đầu, Piotr Choynowski học chuyên ngành hóa học ở Warsaw và ở Lwów (nay là Lviv). Từ năm 1908, ông theo học chuyên ngành lịch sử và triết học ở Zurich và tại Đại học Jagiellonian ở Kraków. Năm 1914, trong Chiến tranh thế giới thứ nhất, Piotr Choynowski tham gia Quân đoàn Ba Lan (Legiony Polskie) để chiến đấu giành độc lập cho Ba Lan nhưng do sức khỏe yếu nên không thể tiếp tục. Năm 1916, ông bắt đầu sống ở Warsaw. Piotr Choynowski làm tổng biên tập của tạp chí Tygodnik Ilustrowany cho đến năm 1930. Năm 1933, ông trở thành thành viên của Viện Hàn lâm Văn học Ba Lan (Polska Akademia Literatury).

## Tác phẩm tiêu biểu
- Ruchome piaski (Shifting Sands, 1913), kịch
- Kuźnia (The Forge, 1919), tiểu thuyết
- Kij w mrowisku (Stick in an Anthill, 1921), tuyển tập tiểu thuyết
- Dom w śródmieściu (A House Downtown, 1924), tiểu thuyết
- Młodość, miłość, awantura (Youth, Love and Disturbance, 1926), tiểu thuyết
- O pięciu panach Suleżyckich (On the Five Sirs Suleżyckis, 1928), tuyển tập tiểu thuyết
- W młodych oczach (In the Young Eyes, 1933), tiểu thuyết
- Opowiadania szlacheckie (Nobility Stories, 1937), tuyển tập tiểu thuyết

## Danh mục
- K. Czachowski, Żywioł ujarzmiony ("Tygodnik Ilustrowany" 1935, nr 49)
- M. Kurowski, O pisarstwie P. Ch. ("Tygodnik Powszechny" 1953, nr. 15)
- J. Nowakowski, Piotr Choynowski. Zarys monograficzny (Rzeszów 1972)
- J. Koprowski, Sztuka opowiadania ("Argumenty" 1979, nr 7)